# Revista Crítica de Derecho Inmobiliario
Revista Crítica de Derecho Inmobiliario (RCDI) fue fundada en el año 1925 por Jerónimo González y un grupo de registradores de la propiedad vinculados a la Dirección General de los Registros y del Notariado del Ministerio de Justicia de España, posteriormente asumió su titularidad el Colegio de Registradores de la Propiedad y Mercantiles de España. No obstante la RCDI continuó conservando su autonomía funcional. El ámbito de su objeto estuvo inicialmente vinculado al Derecho inmobiliario y registral, pero progresivamente ha ido abarcando la totalidad del Derecho privado, civil y mercantil, además de ciertas materias de Derecho público vinculadas al mundo registral, como es el caso del Derecho urbanístico. Los colaboradores habituales de la revista son profesores de Derecho, abogados, notarios y registradores de la propiedad y mercantiles. En la actualidad es Presidente de la Revista Francisco Javier Gómez Gálligo, y el cargo de Consejero-Secretario lo ostenta Basilio Aguirre Fernández, Registrador de la Propiedad y Mercantil. 

## Presencia social
La RCDI es una de las publicaciones de  prestigio y tradición jurídica de España, especialmente a nivel nacional, de gran influencia en la práctica jurídica jurisdiccional y administrativa. Cuenta con la colaboración de primeras firmas del ámbito jurídico doctrinal, como es el caso del profesor Díez-Picazo en Derecho Civil, Ángel Rojo y Juan Luis Iglesias en Derecho mercantil, o Laso Martínez en Derecho urbanístico, entre otros. 

## Presidentes
- Jerónimo González.
- Ramón María Roca-Sastre.
- Luis Díaz Picazo (1979-2016).
- Aurelio Menéndez Menéndez (2016-...).
- Francisco Javier Gómez Gálligo (2018-Actualidad)

## Consejeros-Secretarios
- Luis Díez-Picazo y Ponce de León.
- Francisco Sánchez de Frutos.
- Fernando Muñoz Cariñanos.
- Francisco Corral Dueñas.
- Francisco Javier Gómez Gálligo.
- Basilio Aguirre Fernández.

## Historia
Fundada en enero de 1925, nace como un proyecto personal de un eminente jurista, y gran hipotecarista, Jerónimo González, compartido con otros varios juristas, fundamentalmente registradores y oficiales del Cuerpo Facultativo de la Dirección General de los Registros y del Notariado. Inicialmente adopta la forma jurídica de sociedad anónima, constituida por el presidente de la Asociación de Registradores, Vicente Cantos Figuerola, Registrador del Mediodía de Madrid, y por Jerónimo González. Esta forma jurídica subsiste hasta que el Colegio Nacional de Registradores de la Propiedad y Mercantiles de España asume directamente la titularidad de la revista, adquiriendo las acciones de la sociedad, como se dice en el número correspondiente a enero-febrero de 1965. 

Desde esta segunda época, más colegial, es práctica consuetudinaria que los Decanos del Colegio pasen a formar parte como miembros permanentes del Consejo de Redacción. Así ocurrió con el entonces decano Pedro Cabello de la Sota, y con sus sucesores, Juan-José Benayas, José Poveda Murcia, Pío Cabanillas Gallas, Antonio de Leyva y Andía, Carlos Hernández Crespo, José Poveda Díaz, Antonio Pau Pedrón, Fernándo Méndez González, Eugenio Rodríguez Cepeda, Alfonso Candau Pérez, Gonzalo Aguilera Anegón y en la actualidad Mª Emilia Adán García. Insignes juristas han presidido el Consejo de Redacción de la Revista Crítica y ocupado el cargo de Consejero-Secretario. Basta con señalar que han presidido el propio Jerónimo González, Ramón María Roca Sastre, Luis Díez-Picazo y Ponce de León Aurelio Menéndez Menéndez y, en la actualidad, Francisco Javier Gómez Gálligo. Luis Díez-Picazo y Ponce de León ,además ocupó el cargo de Consejero-Secretario, siendo sucedido con posterioridad por Francisco Sánchez de Frutos, Fernando Muñoz Cariñanos, Francisco Corral Dueñas, Francisco Javier Gómez Gálligo y en la actualidad por Basilio Aguirre Fernández.